# Фещенко Василь Іванович
Василь Іванович Фещенко (29 грудня 1943, Чоповичі — 24 вересня 2023, Житомир) — український скульптор; член Спілки художників України з 1978 року.

## Біографія
Народився 29 грудня 1943 року в селі Чоповичах (тепер Коростенський район Житомирської області, Україна). Закінчив восьмирічну школу в Чоповичах, скульптурно-прикладне відділення Сімферопольського художнього училища імені Миколи Самокиша. Після здобуття мистецької освіти у 1971 році у Київському художньому інституті (викладач Олександр Ковальов), працював в Житомирі, в майстернях художнього фонду. Жив у Житомирі, на вулиці Київській.

## Творчість
Виготовляв роботи з мармуру, бронзи та граніту. Серед робіт:
- цикл композицій «Прокляття війни» (1979);
- «Тарас Шевченко» (1991);
- «Митрополит Іван Огієнко» (2000);
- «Святослав Ріхтер» (2001);
- «Очікування» (2004);
- «Яринка» (2004)[4];

пам'ятники

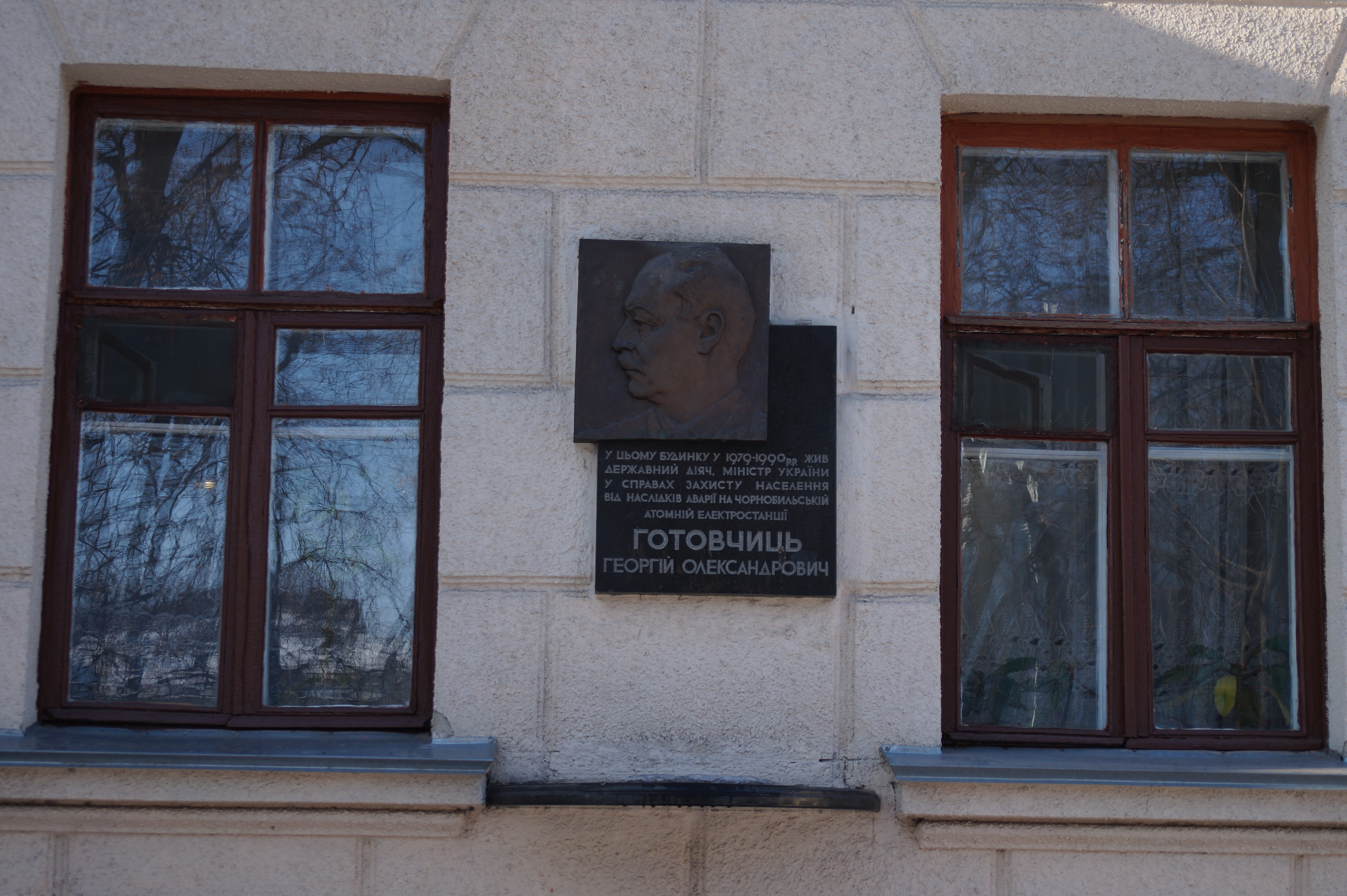
меморіальна дошка в Житомирі.

- Марку Вовчку (1977; Нальчик, вулиця Марка Вовчка, 3)[5];
- Івану Огієнку (2014; Житомир);
- Олегу Ольжичу (2014; Житомир)[2];
- Тарасу Шевченку (2014; Коростень);
- Георгію Готовчицю (меморіальна дошка, Житомир)

Створив галерею образів: хірурга Миколи Пирогова, композиторів Михайла Скорульського, Віктора Косенка, Анатолія Білошицького, Дмитра Шостаковича, співака Бориса Гмирі, актора Петра Кукуюка, балерини Лідії Чернишової.
Роботи скульптора знаходяться в музеях Житомира, Ужгорода, Крописницького, Львова, Баку, Нальчика, в Національному художньому музеї України.

## Відзнаки
- Почесна грамота Президії Верховної Ради Кабардино-Балкарської АРСР (за створення пам'ятника Марку Вовчку в Нальчику);

почесні звання
- Заслужений художник України з листопада 1995 року;
- Народний художник України з 2009 року;

премії
- Всеукраїнська премія імені Івана Огієнка (2009);
- Літературно-мистецька премія імені Лесі Українки Житомирського обласного відділення Українського фонду культури у номінації «Образотворче мистецтво» (2014; за втілення образу Тараса Шевченка в камені у містах Коростені та Чуднові)[2].